# Императорски корморан
Императорският корморан (Phalacrocorax atriceps) е вид птица от семейство Phalacrocoracidae.

## Разпространение и местообитание
Разпространен е в Австралия, Антарктида, Аржентина, Фолкландски острови, Френски южни и антарктически територии, Хърд и Макдоналд, Чили, Южна Африка и Южна Джорджия и Южни Сандвичеви острови.